# Ruby Sparks
Ruby Sparks (Brasil: Ruby Sparks - A Namorada Perfeita / Portugal: Ruby Sparks - Uma Mulher de Sonho) é um filme do gênero comédia de 2012, escrito por Zoe Kazan. Paul Dano é um romancista ansioso cujo personagem de ficção, Ruby Sparks, interpretado por Kazan, ganha vida.

## Enredo
Calvin Weir-Fields é um jovem romancista que está lutando para recriar o sucesso inicial do seu primeiro romance, mas incapaz de se comprometer com qualquer uma de suas idéias. Com sua personalidade introvertida e visão idealista do que significa estar apaixonado, Calvin também se esforça em encontrar relacionamentos. Seu terapeuta, Drª. Rosenthal, dá-lhe uma atribuição da escrita: escrever uma página sobre alguém que gosta de seu cão pouco inspirador, Scotty. Calvin tem um sonho no qual ele encontra uma mulher jovem e atraente, que traça um retrato de Scotty e diz que ela gosta dele. Calvin acorda e é inspirado para escrever sobre ela. Na terapia, ele admite que está caindo no amor com a personagem que ele está escrevendo e conta a terapeuta tudo sobre Ruby Sparks.
O irmão de Calvin, Harry e Susie vêm visita-lo e encontram vários artigos de vestuário das mulheres em torno da casa. Naquela noite, enquanto escrevia antes de adormecer em sua máquina de escrever, Calvin escreve uma passagem com um encontro com Ruby, embora ele não é o tipo de cara que ela geralmente se relaciona, ela está se apaixonando por ele. No dia seguinte, Calvin fica chocado ao encontrar Ruby em sua cozinha, como uma pessoa viva. Pensando que ele está ficando louco, ele chama Harry, que não acredita nele e aconselha-o a se encontrar com alguém para entenda sua mente. Ruby está confusa com seu comportamento e insiste em vir junto, mas ele a deixa para fazer compras, enquanto ele atende Mabel, uma jovem fã de seu livro que lhe dera o número dela. Ruby encontra-los e acredita que ele está traindo. No confronto que se seguiu, Calvin descobre que outras pessoas podem realmente ver Ruby, provando que ela é uma pessoa real e não um produto de sua imaginação. Calvin explica que ele se sente oprimido, e eles fazem as pazes.
Calvin introduz Ruby para Harry, que é incrédulo primeiramente, então sugere explicações alternativas. No entanto, Calvin logo prova que sua escrita afeta diretamente Ruby. Dizendo que ele ama Ruby, Calvin pede a Harry para não contar a ninguém sobre as origens de Ruby. Embora Harry avisa que as mulheres são criaturas misteriosas e que as coisas podem mudar, Calvin insiste que desde que ele escreveu ela em existência, ele a conhece. Ele afirma que ele nunca mais vai escrever sobre Ruby novamente. Meses mais tarde, Calvin relutantemente deixa Ruby encontrar sua mãe de espírito livre, Gertrude e seu namorado Mort. Enquanto Ruby está com a sua personalidade muito mais extrovertida no tempo com a família de Calvin, Calvin, que é introvertido, gasta o tempo todo com a leitura no final de semana, ficando com ciúmes do tempo que Ruby está gastando com outras pessoas. O espírito feliz de Ruby começa a diminuir quando Calvin fica mais triste.
Depois eles retornam para a casa de Calvin, a relação fica mais tensa. Calvin reclama do canto de Ruby enquanto ela cozinha e ele lê. Deprimidos, Ruby e Calvin têm uma conversa séria. Ruby diz a Calvin que precisa de mais tempo para ela e sugere que eles comecem a gastar menos tempo juntos. Calvin se sente infeliz e com medo de Ruby em breve romper o relacionamento com ele. Ele começa a escrever a história de Ruby novamente por desespero, e escreve que Ruby também é miserável sem ele. Ruby retorna para casa em tempo integral de Calvin, mas torna-se incrivelmente pegajosa, com medo de deixar seu lado por um segundo sequer. Calvin desta vez escreve que Ruby está em vez "cheio de alegria efervescente", em que ponto ela se torna constantemente feliz. Isso deixa Calvin infeliz, sabendo que sua felicidade é artificial.
Depois de falar com Harry sobre o que ele tem feito, Calvin pretende escrever Ruby de volta ao seu estado normal, mas a redação que ele usa deixa Ruby confusa. Ruby luta com Calvin mais uma vez. Ele tenta animá-la e leva-la junto a uma festa organizada pelo autor Langdon Tharp. Na festa, Calvin deixa Ruby e conversas com as pessoas sobre o seu manuscrito ainda inacabado. Ele também conversa com sua ex-namorada Lila, e eles têm uma discussão acalorada em que Lila acusa Calvin de ser desinteressado em qualquer pessoa fora de si mesmo.
Langdon vê Ruby sozinha e flerta com ela, convencê-la a retirar a sua calcinha e sutiã e se juntar a ele na piscina. Calvin encontra Ruby assim quando ela está entrando na piscina com Langdon. Furioso e humilhado, Calvin impulsiona Ruby para casa. Em casa, Calvin e Ruby lutam, com Ruby dizendo a Calvin que ele não pode impedi-la de fazer o que ela quer. Enquanto ela se prepara para sair, Calvin revela que ela é um produto de sua imaginação e que ele pode realmente controlá-la, e é capaz de fazê-la fazer qualquer coisa, ele escreve. Ele demonstra isso com ela, fazendo-a executar várias ações cada vez mais frenéticas e humilhantes. Em sua excitação, ele congestiona as barras de tipo de sua máquina de escrever. Ruby, exausta, cai no chão. Calvin fica angustiado, antes de gentilmente tentar aproximar-se de Ruby. Assim como Calvin estende a mão para ela, Ruby corre para seu quarto e tranca a porta.
Calvin escreve uma página final, que afirma que, logo que Ruby sair de casa, ela não é mais a sua criação, não estão mais sujeitos à sua vontade, e ela é livre. Ele deixa o manuscrito fora de sua porta, com uma nota dizendo-lhe para ler a última página e que ele a ama. Na manhã seguinte, Calvin descobre que a nota se foi junto com Ruby, e ele chora. O tempo passa, e Harry sugere que ele escreva um novo livro sobre suas experiências com Ruby. O romance, The Girlfriend, é um sucesso. Enquanto caminhava com Scotty no parque, Calvin vê uma mulher que parece ser Ruby, mas ela não tem lembrança dele. Ela está lendo seu livro, que ela diz que seu amigo descreveu o escritor como pretensioso. Ela também afirma que Calvin parece muito familiar para ela, que desvia Calvin, mostrando-lhe sua foto no livro. Envergonhada quando Calvin se revela como o autor, ela pergunta se eles podem "recomeçar". Eles sentam e conversar, e ela pede a ele para não estragar o final para ela. Calvin responde: "Eu prometo."

## Elenco
| Ator                | Papel                                     |
| ------------------- | ----------------------------------------- |
| Paul Dano           | Calvin Weir-Fields                        |
| Zoe Kazan           | Ruby Sparks                               |
| Chris Messina       | Harry                                     |
| Annette Bening      | Gertrude                                  |
| Antonio Banderas    | Mort                                      |
| Aasif Mandvi        | Cyrus Modi                                |
| Steve Coogan        | Langdon Tharp                             |
| Toni Trucks         | Susie                                     |
| Deborah Ann Woll    | Lila                                      |
| Elliott Gould       | Dr. Rosenthal                             |
| Alia Shawkat        | Mabel                                     |
| Jane Anne Thomas    | Saskia                                    |
| John F. Beach       | Adam                                      |
| Eleanor Seigler     | Mandi                                     |
| Emma Jacobs         | Festa Goer no Langdon's                   |
| Wallace Langham     | Warren                                    |
| Rightor Doyle       | Festa Goer 1 - Hammer                     |
| Eden Brolin         | Festa Goer 2 - Hammer                     |
| Michael Silverblatt | Michael Silverblatt                       |
| Mary Jo Deschanel   | Professora                                |
| Kai Lennox          | Tipo de cara estranho                     |
| Ole Olofson         | Cara velho                                |
| Jack Levinson       | Festa Goer 2 - Lançamento do livro        |
| China Shavers       | Festa Goer 1 - Lançamento do livro        |
| Casey Genton        | Garoto no ônibus                          |
| Michael Berry Jr.   | Silverlake Transeunte                     |
| Lindsay Fishkin     | Contador no caixa                         |
| Claudia Bestor      | Curadora palestrante                      |
| Oscar               | Scotty - O cão                            |
| Humphrey Bogart     | Linus Larrabee in Sabrina (não creditado) |
| Brittany King       | Fã de literatura (não creditado)          |
| Janine King         | Fã de literatura (não creditado)          |
| Diana Parros        | Membro do clube do livro (não creditado)  |
| Barrett Perlman     | Garota na academia (não creditado)        |
| Mark Roman          | Fã de literatura (não creditado)          |
| Tatiana Sarasty     | Membro do clube do livro (não creditado)  |
| Marco Tazioli       | Clube do livro (não creditado)            |

## Crítica
Ruby Sparks recebeu críticas geralmente favoráveis. Com a pontuação de 79% em base de 168 críticas, o Rotten Tomatoes chegou ao consenso: "Inteligentemente escrito e maravilhosamente ágil, Ruby Sparks supera seus atrasos ocasionais em ritmo com uma abundância de charme e inteligência". No Metacritic, a pontuação é de 67% com base em 40 resenhas.